# كارولاينا كاستيلو
كارولاينا كاستيلو (بالإسبانية: Carolina Castillo)‏ هي مصارعة الهواة كولومبية، ولدت في 4 نوفمبر 1980 في كالي في كولومبيا.

## روابط خارجية
- كارولاينا كاستيلو على موقع قاعدة بيانات المصارعة الدولية (الإنجليزية)
- كارولاينا كاستيلو على موقع أوليمبيديا (الإنجليزية)